# 哈尔基季基专区
哈尔基季基专区（希臘語：Περιφερειακή ενότητα Χαλκιδικής），是希腊中马其顿大区的一个专区。首府为波利伊罗斯。专区面积为2,918平方公里，2011年人口数量为105,908人。

## 行政
在2011年卡利克拉提斯改革方案中，希腊所有州份被取消。原哈尔基季基州作为整体设立为哈尔基季基专区。哈尔基季基专区下分为5个市镇（括号内为地图中的数字）：
- 波利伊罗斯（1）
- 亚里士多德（2）
- 新普罗蓬迪扎（3）
- 卡桑德拉（4）
- 锡索尼亚（5）